# Eberhard (Bayern)
Eberhard von Bayern (* um 912; † um 940(?)) war der älteste Sohn von Herzog Arnulf von Bayern und dessen Frau Judith von Friaul. Er folgte seinem Vater im Jahre 937 als Herzog von Bayern, wurde aber schon 938 von König Otto I. abgesetzt und verbannt.

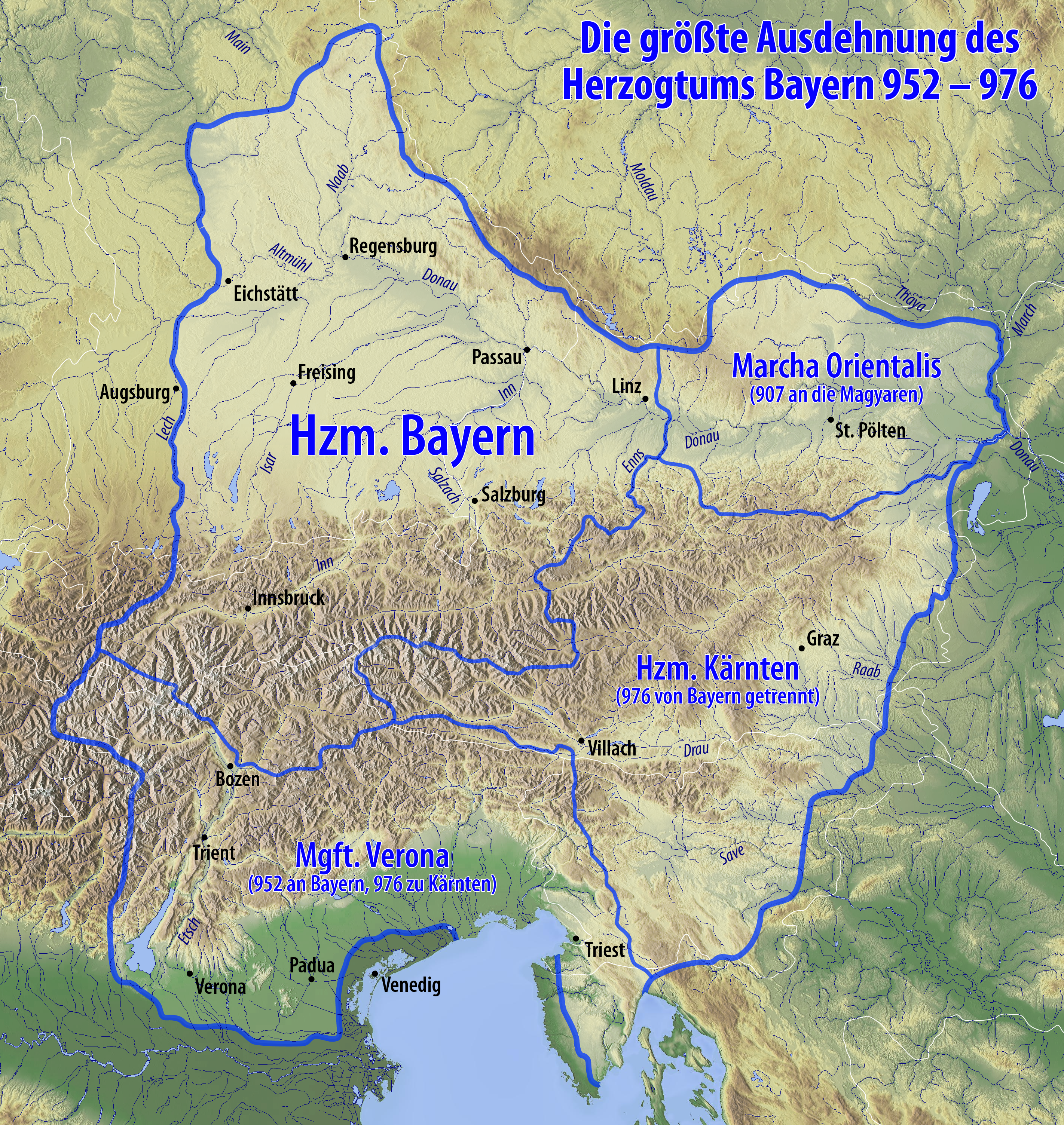
Bayern unter Arnulf I.

## Eberhard, Herzog der Bayern
Bereits 933/934 sollte Eberhard in einem (allerdings misslungenen) Italienfeldzug die langobardische Königskrone erhalten, die ihm vom oberitalienischen Adel auf Grund seiner Unruochinger-Abstammung mütterlicherseits angeboten worden war. 935 designierte ihn sein Vater Arnulf mit Zustimmung und Huldigung des bayerischen Hochadels zu seinem Nachfolger. Zu etwa derselben Zeit dürfte Eberhard seine Gattin Liutgard geheiratet haben.

## Herzog Eberhard und Otto I.
Nach Arnulfs Tod 937 wurde Eberhard Herzog von Bayern, geriet aber schon bald in Konflikt mit König Otto I., der die vertraglich zugesicherte Sonderstellung Bayerns im Reichsverband nicht hinnehmen wollte. Otto brach den Vertrag von 921, der zwischen Herzog Arnulf von Bayern und Heinrich I. geschlossen wurde. In zwei Feldzügen im Frühjahr und Herbst 938 setzte Otto Eberhard ab und verbannte ihn. Anstatt seiner wurde Eberhards Onkel Berthold von Otto zum bayerischen Herzog ernannt, nachdem er auf die Ausübung wichtiger Privilegien wie das Recht der Bischofsernennung und die Verwaltung des Reichsgutes in Bayern verzichtet hatte. Eberhards Bruder Arnulf (II.), der seinen Bruder unterstützt hatte, wurde von Otto begnadigt und in das neu geschaffene Amt des Pfalzgrafen von Bayern eingesetzt.
Über das weitere Schicksal Eberhards ist nichts Sicheres überliefert. Sein Sohn Wigfried wurde 959 Bischof von Verdun, seine Tochter Wichburg heiratete zunächst den Grafen Pilgrim aus dem Geschlecht der Pilgrimiden, nach dessen Tod den bayerischen Pfalzgrafen Hartwig I.
Weder ist Eberhards Todesdatum überliefert noch sein Verbannungsort bekannt. Verschiedene Theorien gehen davon aus, dass er entweder bereits um 940 starb oder zu den Ungarn flüchtete und von dort 953 eine Verbindung der gegen Otto rebellierenden Fürsten mit den Ungarn vermittelte.